# Bajt Daras
Bajt Daras (arab. بيت دراس) – nieistniejąca już arabska wieś, która była położona w Dystrykcie Gazy w Mandacie Palestyny. Wieś została wyludniona i zniszczona podczas wojny domowej w Mandacie Palestyny, po ataku żydowskiej organizacji paramilitarnej Hagana 11 maja 1948.

## Położenie
Bajt Daras leżała na pograniczu wzgórz Szefeli z nadmorską równiną, na północny wschód od miasta Gaza. Według danych z 1945 do wsi należały ziemie o powierzchni 16 357 ha. We wsi mieszkało wówczas 2750 osób.
| własność gruntów | powierzchnia gruntów (hektary) |
| ---------------- | ------------------------------ |
| Arabowie         | 15 896                         |
| Żydzi            | 0                              |
| publiczne        | 461                            |
| Razem            | 16 357                         |

| Rodzaj użytkowanych gruntów | Arabowie (hektary) | Żydzi (hektary) |
| --------------------------- | ------------------ | --------------- |
| uprawy cytrusów             | 832                | 0               |
| uprawy nawadniane           | 472                | 0               |
| uprawy zbóż                 | 14 438             | 0               |
| nieużytki                   | 527                | 0               |
| zabudowane                  | 88                 | 0               |

## Historia
Przebiegał tędy ważny szlak handlowy z Kairu do Damaszku. Do pilnowania jego bezpieczeństwa krzyżowcy wybudowali zamek położony na wzgórzu naprzeciwko wsi. W okresie panowania mameluków we wsi wybudowano karawanseraj obsługujący karawany kupieckie.
W 1596 w Bajt Daras mieszkało 319 osób, które utrzymywały się z uprawy pszenicy, jęczmienia, kóz i winorośli oraz produkcji miodu.
W okresie panowania Brytyjczyków Bajt Daras była średniej wielkości wsią otoczoną sadami cytrusowymi i gajami oliwnymi. W 1921 utworzono tutaj szkołę podstawową, w której w 1945 uczyło się 234 uczniów. We wsi były dwa meczety. Na wschód od wsi Brytyjczycy wybudowali lotnisko i bazę sił powietrznych Royal Air Force nazywaną Kiryat Gnat lub Beit-Daras. Znajdował się tutaj jeden pas startowy o długości 915 m.
Podczas wojny domowej w Mandacie Palestyny 11 maja 1948 żołnierze Hagany zdobyli wieś Bajt Daras, która była broniona przez Arabów i ochotników z Sudanu. Wszystkie domy zostały zburzone, a ich mieszkańcy wypędzeni. Źródła arabskie podają, że podczas bitwy o Bajt Daras doszło do masakry ludności arabskiej, w której zginęło 265 osób, w większości kobiet, dzieci i osób starszych.

## Miejsce obecnie
Na gruntach należących do Bajt Daras powstał w 1950 moszaw Giwati.
Palestyński historyk Walid Chalidi tak opisał pozostałości wioski Bajt Daras: „Pozostały jedynie fundamenty jednego domu i rozrzucony gruz. Rozpoznawalna jest przynajmniej jedna zabytkowa uliczka”.